# Бойл, Ричард, 3-й граф Бёрлингтон
Ричард Бойл, 3-й граф Бёрлингтон, 4-й граф Корк (англ. Richard Boyle, 3rd Earl of Burlington and 4th Earl of Cork, 25 апреля 1694 — 15 декабря 1753) — английский аристократ и меценат, один из распространителей палладианства и вдохновителей масонского движения, прозванный «графом-архитектором». Хотя Бойль предпочитал политике искусство, он по праву рождения занимал места в тайном совете и Палате лордов.
Полная титулатура: 5-й виконт Дангарван в графстве Уотерфорд (с 9 февраля 1704), 4-й лорд Бойл из Йола в графстве Корк (с 9 февраля 1704), 4-й барон Клиффорд из Лейнсборо в графстве Йоркшир (с 9 февраля 1704), 3-й граф Бёрлингтон из графства Йоркшир (с 9 февраля 1704), 4-й граф Корк (с 9 февраля 1704), 4-й виконт Бойл из Киналмики в графстве Корк (с 9 февраля 1704), 4-й барон Бандон-Бридж в графстве Корк (с 9 февраля 1704), 5-й лорд Клиффорд (с 25 мая 1737 года).

## Биография
Родился 25 апреля 1694 года. Единственный сын Чарльза Бойла, 2-го графа Берлингтона (ок. 1669 — 1704) и Джулианы Ноэль (19 мая 1672 — 17 октября 1750), единственной дочери и наследнице достопочтенного Генри Ноэля (1642—1677).
Ричард — внучатый племянник физика Роберта Бойля — родился в семье пэра, с раннего возраста проявлял любовь к искусствам. Совершил несколько путешествий на континент, в ходе которых увлёкся масонством и строительством, которые для него были неразделимы с архитектурными теориями Андреа Палладио. В Италии познакомился с У. Кентом, вместе с ним занимался изучением и собиранием рукописей Палладио и его первого последователя на севере Европы — Иниго Джонса.
Вокруг мецената собирались не только архитекторы: Гендель, проживая в Бёрлингтон-хаусе, посвятил своему покровителю три оперы, а Александр Поуп — стихотворное послание. Гораций Уолпол сравнивал Бёрлингтона с самим Аполлоном. Скончался «граф-архитектор» в 1753 году.
Бёрлингтон был женат на внучке Джорджа Савиля и имел трех дочерей. Одна из них вышла замуж за Уильяма Кавендиша, пятого премьер-министра Великобритании, который и унаследовал художественное собрание графа-архитектора.

## Творчество
По проектам графа-архитектора были сооружены первые со времён Джонса палладианские здания на севере Европы — его собственная вилла в Чизике и Египетский зал для ассамблей в Йорке. Он же курировал строительство загородного Холхем-холла. После возвращения в Англию Бёрлингтон вместе с Кентом и другими архитекторами спроектировал свой лондонский особняк — Бёрлингтон-хаус на Пикадилли, в котором впоследствии разместилась Королевская академия художеств, а также резиденции ряда научных обществ Великобритании. Это презентабельное здание выгодно выделялось на фоне вычурных барочных построек, которые тогда были в моде, предельно строгими формами, грубой рустовкой нижнего этажа, монументальным бельэтажем, венецианскими окнами, полукруглыми колоннадами (позднее снесёнными). В целом творчество Бёрлингтона послужило одной из отправных точек формирования архитектуры классицизма.
При поддержке и непосредственном участии лорда Бёрлингтона Колин Кэмпбелл смог осуществить знаменитое издание «Британский Витрувий, или Британский архитектор» (Vitruvius Britannicus, or the British Architect..). Оно было опубликовано в 3-х томах в 1715—1725 годах (последующие издания: 1767, 1771) и имело важное значение в истории европейской архитектуры. Три тома были изданы по подписке, среди подписчиков были члены королевской семьи, многие меценаты, архитекторы и их заказчики. В сущности, это был развёрнутый иллюстрированный каталог построек английского классицизма, включающий проекты лорда Бёрлингтона, сэра Кристофера Рена, самого Кэмпбелла, Николаса Хоуксмура, Уильяма Кента, Айниго Джонса и других архитекторов-палладианцев.
|                                                                     |  |                                                              |  |                                       |
| Значительно перестроенный Бёрлингтон-хаус в квартале Мэйфэр, Лондон |  | Чизуик-хаус — вариация на тему виллы Ротонды Андреа Палладио |  | Вестминстерская школа. Проект К. Рена |

## Брак и дети
21 марта 1720 года лорд Берлингтон женился на леди Дороти Савиль (англ., 13 сентября 1699 — 21 сентября 1758), дочери Уильяма Савиля, 2-го маркиза Галифакса (1665—1700), и его второй жены леди Мэри Финч (1677—1718).
Мэри была дочерью Дэниела Финча, 2-го графа Ноттингема (1647—1730), и леди Эссекс Рич (англ., ? — 1684). Эссекс была дочерью Роберта Рича, 3-го графа Уорика (1611—1659), и Анны Чик. Анна была дочерью сэра Томаса Чика из Пирго и леди Эссекс Рич (? — 1659). Эта леди Эссекс была дочерью Роберта Рича, 1-го графа Уорика, и леди Пенелопы Деверё. Эссекс, вероятно, была названа в честь её деда по материнской линии Уолтера Деверё, 1-го графа Эссекса. Ее бабкой по материнской линии была Летиция Ноллис.
У них было три дочери:
- леди Дороти Бойл (14 мая 1724 — 2 мая 1742). С 1741 года она была замужем за Джорджем Фицроем, графом Юстоном (1715—1747), вторым сыном Чарльза Фицроя, 2-го герцога Графтона, и леди Генриетты Сомерсет.
- леди Джулианна Бойл (1727—1730).
- леди Шарлотта Элизабет Бойл[англ.] (27 октября 1731 — 8 декабря 1754). В 1748 году она вышла замуж за Уильяма Кавендиша, маркиза Хартингтона (1720—1764), впоследствии 4-го герцога Девонширского. Среди их детей были Уильям Кавендиш, 5-й герцог Девонширский, и Джордж Кавендиш, 1-й граф Берлингтон[англ.].